# Shingo Akamine
Shingo Akamine (赤嶺 真吾 Akamine Shingo?), född 8 december 1983 i Okinawa prefektur, är en japansk fotbollsspelare.
Akamine började sin karriär 2005 i FC Tokyo. Med FC Tokyo vann han japanska ligacupen 2009. 2010 flyttade han till Vegalta Sendai. Han spelade 135 ligamatcher för klubben. Efter Vegalta Sendai spelade han för Gamba Osaka och Fagiano Okayama.